# Your Songs -It's Live!-
『Your Songs -It's Live!-』（ユア・ソングス -イッツ・ライブ!-）は、KATSUMIの21枚目の会場限定CD。

## 内容
ライブ会場限定で販売されている会場限定CDの21作目。
公式ファンクラブ「Hip Bird Club」会員のみ、ファンクラブ運営の通信販売にて購入することができる。
ディスクはCD-R仕様となっている。
本作は自身初のライブ・アルバムとなっており、収録曲はそれぞれ記録用音源での収録となっている。

## 収録曲
特記以外作詞・作曲：KATSUMI
1. 恋心
2013年10月4日に「晴れたら空に豆まいて」にて開催された「KATSUMI LIVE 2013 “Your Songs 4” 〜スペシャルリクエストライブ〜」より。
2. 危険な女神
2013年10月4日に「晴れたら空に豆まいて」にて開催された「KATSUMI LIVE 2013 “Your Songs 4” 〜スペシャルリクエストライブ〜」より。
3. 花、ひらく。
2012年12月22日に「南青山マンダラ」にて開催された「KATSUMI LIVE 2012【LOVE Christmas】」より。
4. いつもどんな時も
2012年12月22日に「南青山マンダラ」にて開催された「KATSUMI LIVE 2012【LOVE Christmas】」より。
5. 僕たちのコレクション
作曲：石川洋
2013年10月4日に「晴れたら空に豆まいて」にて開催された「KATSUMI LIVE 2013 “Your Songs 4” 〜スペシャルリクエストライブ〜」より。